# Instituto Universitario de Estudios del Desarrollo

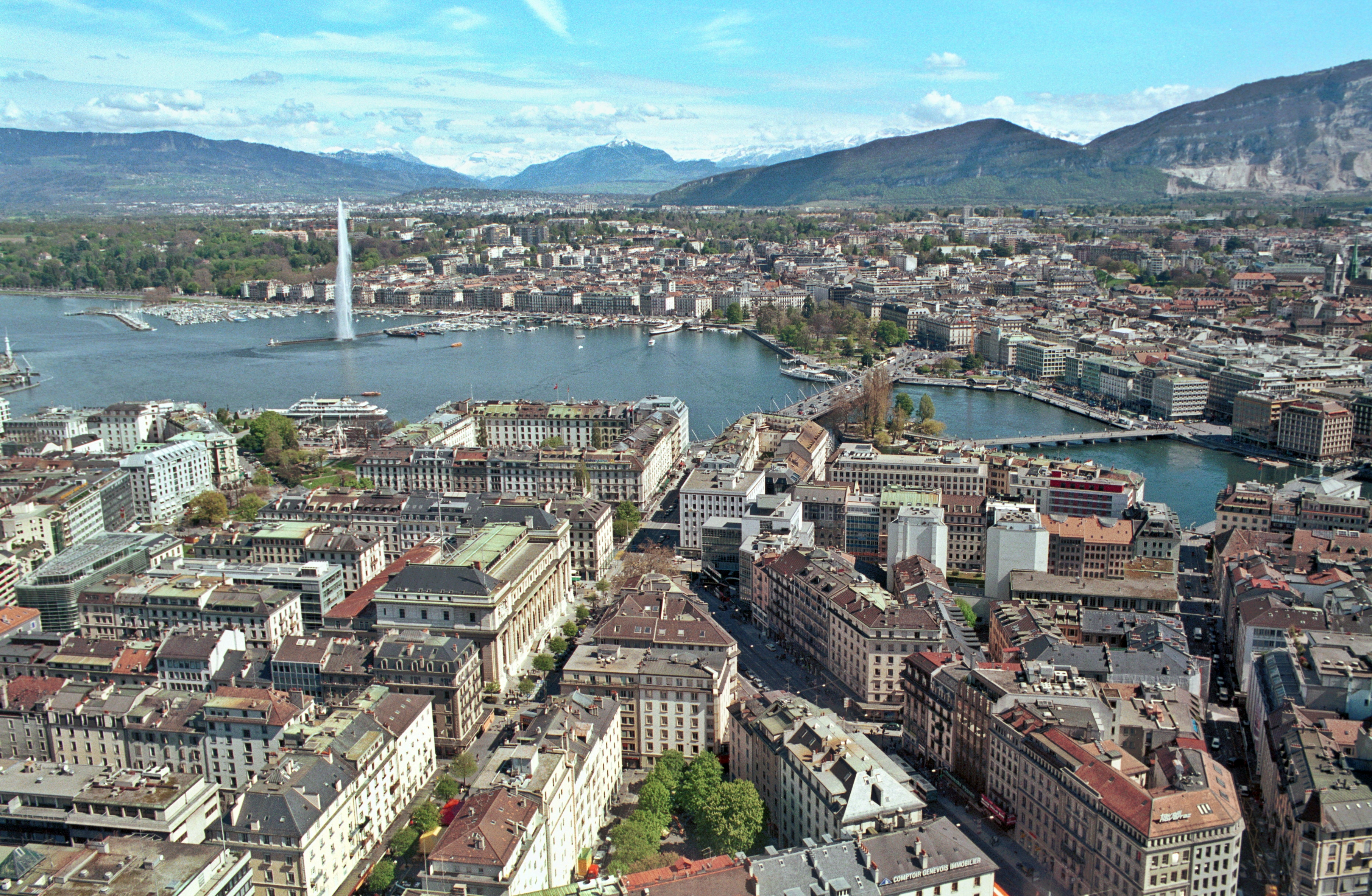
Fotografía aérea de Ginebra, el puerto, el jet d'eau, el Pont du Mont-Blanc, 26 de abril de 2005.

El Instituto Universitario de Estudios del Desarrollo (IUED) es una institución de derecho privado vinculada por convenio a la Universidad de Ginebra en Suiza. El instituto fue fundado en 1961, bajo el nombre de Instituto Africano de Ginebra. Sus lenguas oficiales son el francés, el inglés y el español.
En 2007 será creado el Instituto de Altos Estudios Internacionales y del Desarrollo (IHEID)reuniendo este instituto con el Instituto Universitario de Altos Estudios Internacionales (IUHEI).

## Actividades
El objetivo del instituto es de promover la docencia y la investigación relativos a los problemas de desarrollo y de favorecer la acogida de los estudiantes del Sur. Su enfoque apunta a comprender cuestiones de desarrollo en su globalidad y su diversidad (social, económica, ambiental) y a reforzar los vínculos entre la teoría y la práctica, la reflexión y la acción. El IUED, aunque vinculada por Convenio a la Universidad de Ginebra, es una institución de derecho privado.
El instituto ofrece un International Master of Advanced Studies en estudios de desarrollo, en colaboración con el Asian Institute of Technology Center in Vietnam (AITCV), el Centro de Estudios y Promoción del Desarrollo (DESCO) con sede en Arequipa, Perú, y el Instituto superior de tecnologías aplicadas (ISTA) en Bamako, Malí.

## Historia
En 1961 fue creado el Centro ginebrino para la formación de cuadros africanos por el Estado de Ginebra. Este centro correspondía a la preocupación de las autoridades políticas y universitarias por contar con un centro que acogiera estudiantes y practicantes africanos y crear un lugar de reflexión y de investigación para las personas interesadas en los problemas del desarrollo.
Este centro se convirtió en el Instituto africano de Ginebra en 1962, en el Instituto de estudios de desarrollo en 1973, y finalmente, con la firma en 1977 de un convenio con la Universidad de Ginebra, en el actual Instituto universitario de
estudios del desarrollo (fundación privada).
Especializado en un principio en el África, el Instituto se abrió rápidamente sobre Asia y América Latina y actualmente recibe estudiantes del mundo entero. Existen diferentes programas de formación, de investigación y de actividades operativas.